# Михнево (Болгария)
Михнево (болг. Михнево) — село в Благоевградской области Болгарии. Входит в состав общины Петрич. Находится примерно в 6 км к северу от центра города Петрич и примерно в 64 км к югу от центра города Благоевград. По данным переписи населения 2011 года, в селе  проживало 1119 человек, преобладающая национальность — болгары.

## Население
| Год     | 1934 | 1946 | 1956 | 1965 | 1975 | 1985 | 1992 | 2001 | 2011 |
| ------- | ---- | ---- | ---- | ---- | ---- | ---- | ---- | ---- | ---- |
| Жителей | 537  | 716  | 857  | 983  | 1150 | 1322 | 1337 | 1249 | 1119 |

|  |